# هنري بويسون
هنري بويسون (بالفرنسية: Henri Buisson)‏ ـ (ولد في باريس في 15 يوليو 1873 وتوفي في مارسيليا في 6 يناير 1944) فيزيائي فرنسي اشترك مع مواطنه شارل فابري في اكتشاف طبقة الأوزون سنة 1913.